# Otto-Pankok-Museum

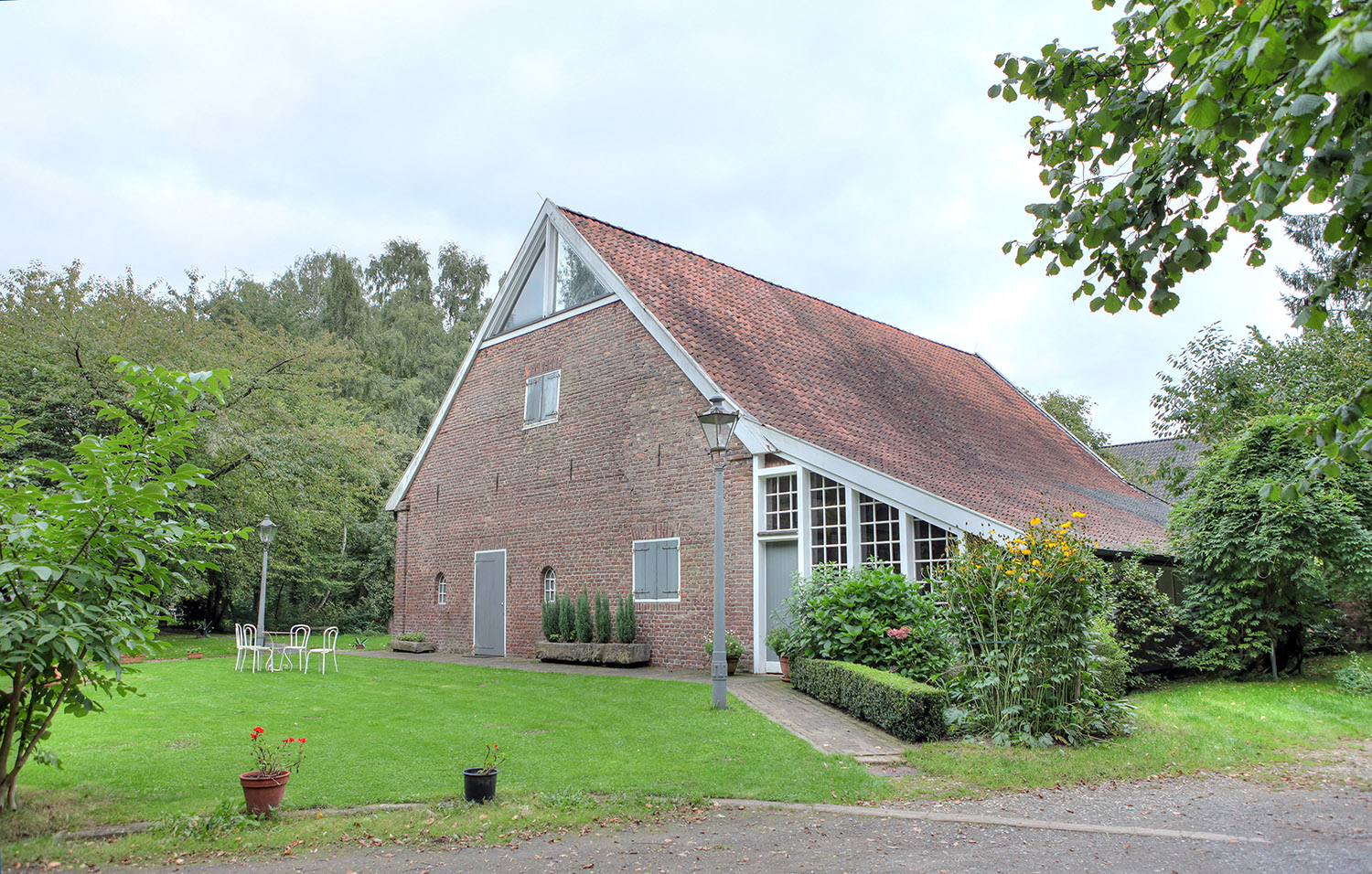
Otto-Pankok-Museum im ehemaligen Wirtschaftsgebäude des Hauses Esselt (2013)

Das Pankok Museum der Gemeinde Hünxe, bis vor kurzem Otto-Pankok-Museum genannt, ist auf dem Landgut Haus Esselt im Ortsteil Drevenack beheimatet. Das Museum bewahrt das Lebenswerk der Künstler- und Journalistenfamilie Pankok. Hulda, Otto und Tochter Eva Pankok erwarben das Gut im Jahr 1958, als Otto Pankok in den Ruhestand ging. Die Familie lebte dort bis zu ihrem Tod.
Das Museum wurde 1968 von seiner Frau Hulda Pankok, geb. Droste, und ihrer Tochter Eva 1968 gegründet. Nach dem Tod der Mutter im Jahr 1985 wurde es von seiner Tochter Eva Pankok (verstorben 2016) als privates Museum weitergeführt und unterhalten. Heute ist die Otto-Pankok-Stiftung und die Otto-Pankok-Gesellschaft für die Belange des Museums verantwortlich und versucht das Andenken der Familie Pankok und deren humanitären Geist zu bewahren. Das Pankok Museum ist neben dem Heimatmuseum das einzige Museum in der Gemeinde Hünxe und liegt abgelegen an der Issel im westlichen Teil des Naturparks Hohe Mark, südlich der Ortschaft Brünen.
Ein Großteil der Arbeiten von Otto Pankok wird im Pankok Museum aufbewahrt. Weitere Werke Pankoks sind im Kunstmuseum in der Alten Post in Pankoks Geburtsort Mülheim an der Ruhr und im Otto-Pankok-Museum in Bad Bentheim, Ortsteil Gildehaus, untergebracht.
Das Museum wurde über sechs Jahre aufwändig saniert und erweitert, es ist im Mai 2023 wiedereröffnet worden.

## Stiftung, Gesellschaft und Museumsleitung
Die Otto-Pankok-Stiftung, die Otto-Pankok-Gesellschaft sowie die Museumsleitung sind auf Gut Esselt beheimatet. Sie planen und organisieren gemeinsam die das ganze Jahr über stattfindenden Ausstellungen, Führungen, pädagogischen Programme und Veranstaltungen des Museums. Nach dem Tod von Eva Pankok 2016 wurde Annette Dohrmann-Burger Leiterin des Museums, ab Februar 2021 dann die Kunsthistorikerin Katja Szymczak. Seit 2023 leitet Dagmar Schmengler das Museum. Ein Großneffe Pankoks, Jobst Moritz Pankok, ist heute im Vorstand der Otto-Pankok-Stiftung. Das Museum besitzt einen großen Freundeskreis, der sich ehrenamtlich für das Museum engagiert.

## Ausstellungen (Auswahl)
Im Museum kommt das Werk des Künstlers, seine Kohlezeichnungen, Druckgrafiken und Bronzen, zur Ausstellung. Die thematischen Schwerpunkte wechseln drei- bis viermal im Jahr. Es werden dabei Bezüge zu Werken zeitgenössischer Künstlerinnen und Künstler hergestellt und Raum für gesellschaftspolitische Auseinandersetzungen gegeben.
Beispielsweise wurden den Arbeiten der österreichischen Holocaust-Überlebenden Romni Ceija Stojka Pankoks Kohlezeichnungen und Holzschnitte der von ihm ab den 1930er Jahren in Düsseldorf porträtierten Sinti und Sintizze gegenübergestellt.
Der in Pankoks Werk sich widerspiegelnde lebenslang praktizierte Pazifismus und Humanismus korrespondiert in einer Ausstellung mit Werken ukrainischer Künstlerinnen und Künstler und deren Auseinandersetzung mit Krieg, Vertreibung und an den Rand Gedrängtsein.
- Stern und Blume[10]
- Kushti Bok[11]
- Mein Bild-Dein Bild (Valérie Leray, Ceija Stojka, Otto Pankok)[12]
- Frühlingserwachen[13]
- "Die Passion" in Zeiten des Widerstandes. Dialoge und Bezüge in deutscher und ukrainischer Kunst

## Einzelbelege
1. ↑  Seit der Gründung des Museums im Jahr 1968 bis zum Tod der Tochter Eva Pankok im Jahr 2016 sprach man vom Otto-Pankok-Museum. Um das Lebenswerk und die Leistung der gesamten Familie Pankok, also auch von Hulda und Eva Pankok, entsprechend zu würdigen, wird das Museum heute Pankok Museum genannt.
2. ↑  Der Meister der Zeichenkohle. In: Magazin der Nordrhein-Westfalen-Stiftung 1/2024. Abgerufen am 24. Juni 2024.
3. ↑  Beschreibung des Otto-Pankok-Museums auf der Seite Naturpark Hohe Mark
4. ↑  Der Fernwanderweg Hohe-Mark-Steig von Wesel nach Olfen läuft am Pankok Museum vorbei.
5. ↑  Zuschuss für Otto Pankok Museum vom 18. November 2016 von der Seite schermbeck-online.de
6. ↑  Fotos von vor und nach dem Umbau, Seite der Otto-Pankok-Gesellschaft
7. ↑  Thomas Hesse, Im Pankok-Museum herrscht Aufbruchstimmung, Artikel in der Rheinischen Post vom 5. Mai 2023
8. ↑  Nachruf | Das Dokumentations- und Kulturzentrum trauert um Eva Pankok (1925–2016). dokuzentrum.sintiundroma.de, 17. Februar 2016, abgerufen am 24. Juni 2024.
9. ↑  Eva Karnofsky: Museen am Niederrhein. Interview mit der neuen Leiterin des Otto Pankok-Museums. In: NRZ. 17. August 2021, abgerufen am 24. Juni 2024.
10. ↑  Eine ausführlichere Auflistung vergangener Ausstellungen auf der Webseite der Otto-Pankok-Gesellschaft
11. ↑  Flyer zur Ausstellung Kushti Bok, Juli 2023 (PDF; 0,8 MB), auf pankok.de
12. ↑  Robin Brand: Neue Ausstellung im Pankok-Museum: Erschreckend aktuell. In: NRZ. 28. Oktober 2023, abgerufen am 24. Juni 2024.
13. ↑  Thomas Hesse: Frühlingserwachen – Otto Pankok und die Natur. rp-online.de, 9. März 2024, abgerufen am 24. Juni 2024.

Koordinaten: 51° 42′ 36″ N, 6° 41′ 59″ O